# Cryptorhopalum reversum
Cryptorhopalum reversum är en skalbaggsart som beskrevs av Thomas Casey 1900. Cryptorhopalum reversum ingår i släktet Cryptorhopalum och familjen ängrar. Inga underarter finns listade i Catalogue of Life.